# Boholmarna
Boholmarna è una località (tätort) della Svezia  sita nel comune di Kalmar. Boholmarna è uno delle principali zone residenziali vicino Kalmar della contea. 

## Storia
Boholmarna era in passato un feudo appartenente alla parrocchia di Dörby. La prima menzione di questo feudo è rintracciabile in un documento del 1539 in cui la si elenca tra i possedimenti feudali del Re di Svezia. Successivamente divenne proprietà dell'importante politico Axel Oxenstierna che nel 1618 la donò, insieme ad altri beni, al soprintendente della Diocesi di Kalmar oltre che personale amico e compagno di studi, Jonas Rothovius. Fino al 1800 Boholmarna è stata legata alla Diocesi di Kalmar come prebenda.
A metà del XIX secolo fu fondata una scuola per agricoltori nella città, che prima di allora si era mantenuta quasi esclusivamente sulla pesca. La scuola fu successivamente spostata a Ryssbylund.
Agli inizi del '900 Boholmarna acquisì la sua importanza come zona residenziale con la costruzione di non meno di cinque hotel rientrando in piani di espansione più ampi che riguardavano anche la Germania del periodo nazista. A promuovere l'espansione di Boholmarna fu un importante politico tedesco: Robert Ley, leader del Kraft durch Freude che coinvolse la cittadina svedese nei piani di ampliamento e ammodernamento a fini turistico-residenziali delle zone di Seebad Prora e Rügen, due località balneari tedesca che si affacciano sul Mar Baltico e quindi vicine a Boholmarna. 
Molti di questi progetti non furono mai portati a termine e le costruzioni già completate erano estremamente semplici e inadeguate per un centro residenziale: mancava ancora la possibilità di accesso all'acqua potabile, all'elettricità e le linee che collegavano Boholmarna a Stensö erano ridotte al minimo. Tuttavia, l'impulso dato dai piani di Robert Ley è stato la base per lo sviluppo successivo al secondo dopoguerra. Tutt'oggi Boholmarna rimane una piccola area residenziale i cui punti di attrazione sono le ville costruite sulla costa del Baltico, la vicinanza al centro della Contea di Kalmar e la presenza di numerosi isolotti inglobati nella giurisdizione cittadina.

## Società

### Evoluzione demografica
Abitanti censiti